# Klaus Rechkemmer
Klaus Rechkemmer (* 9. Mai 1957) ist ein ehemaliger deutscher Fußballspieler. Für den VfB Eppingen spielte der Abwehr- und Mittelfeldspieler in der 2. Bundesliga.

## Sportlicher Werdegang
Rechkemmer begann seine Laufbahn bei Union Böckingen. Mit dem Klub spielte er in den 1970er Jahren in der drittklassigen 1. Amateurliga Württemberg. Am Ende der Spielzeit 1977/78 verpasste die Mannschaft die Qualifikation für die neu gegründete Oberliga Baden-Württemberg. Daraufhin wechselte er zum VfB Eppingen, der in der viertklassigen Verbandsliga Nordbaden spielte. Als Meister stieg er mit dem Klub in die Oberliga auf, wo die Mannschaft überraschend Vizemeister hinter der Amateurmannschaft des VfB Stuttgart wurde. Da diese nicht aufstiegsberechtigt für die 2. Bundesliga war, rückte der nordbadische Klub nach. Die zweithöchste deutsche Spielklasse erwies sich zu stark für den Klub, als Schlusslicht mit sieben Siegen aus 38 Spielen folgte der direkte Wiederabstieg. Dabei hatte Rechkemmer unter Trainer Heiner Ueberle in 28 Ligaspielen mitgewirkt. Dem rasanten Aufstieg folgte der jähe Abstieg – auch in der Oberliga-Spielzeit 1981/82 gelangen nur acht Saisonsiege und Rechkemmer stieg mit dem Klub in die Viertklassigkeit ab. Er wechselte jedoch innerhalb der Oberliga zum VfR Heilbronn, wo er noch eine Spielzeit aktiv war und in 21 Spielen ein Tor erzielte.
Später war Rechkemmer als Trainer im Heilbronner Amateurfußball tätig.